# 유효반경

유효반경(有效半徑, effective radius. 기호 {\displaystyle R_{e}})은 은하에서, 내부의 광도가 전체 광도의 절반이 되는 반지름이다. 이때 은하는 구대칭 모양이라고 가정한다. 적분식으로 서술하면,
{\displaystyle L_{total}=\int _{0}^{\infty }2\pi RI(R)dR}
{\displaystyle =2L_{e}=2\int _{0}^{R_{e}}2\pi RI(R)dR}
이 된다. 휘도에 대한 식으로 다시 쓰면 다음과 같이 서직 윤곽이 나온다.
{\displaystyle I(R)=I_{e}\exp \left[-k\left(\left({R \over R_{e}}\right)^{1 \over n}-1\right)\right]}
이때 {\displaystyle I_{e}}는 {\displaystyle R=R_{e}}(i.e. 유효반경)일 때의 휘도이다.

## 타원은하의 경우
타원은하의 경우 {\displaystyle n=4}, {\displaystyle k=7.67}이다. 이 값을 대입하면 서직 윤곽이 드 보클레르 윤곽이 된다.
{\displaystyle I(R)=I_{e}\exp \left[-7.67\left(\left({R \over R_{e}}\right)^{1 \over 4}-1\right)\right]}
그리고 {\displaystyle R=0}(i.e. 은하의 중심)을 대입하면 ,
{\displaystyle I_{0}=I_{e}\cdot e^{7.67}\approx 2000\cdot I_{e}}
즉 타원은하 중심에서의 휘도 {\displaystyle I_{0}}은 유효반경에서의 휘도 {\displaystyle I_{e}}의 약 2000배이다.
그리고 유효반경 안의 평균휘도 {\displaystyle \left\langle I\right\rangle _{e}={I_{e} \over {\pi {R_{e}}^{2}}}}임에 착상하여 맨 위의 광도식을 치환적분과 부분적분을 사용해 적절히 적분하면
{\displaystyle \left\langle I\right\rangle _{e}\approx 3.61I_{e}}
임도 알 수 있다.

## 같이 보기
- 표면밝기
- 서직 윤곽
- 드 보클레르 윤곽